# Coxicerberus interstitialis
Coxicerberus interstitialis är en kräftdjursart som först beskrevs av Chappuis, Delamare-Deboutteville och Renaud Maurice Adrien Paulian 1956.  Coxicerberus interstitialis ingår i släktet Coxicerberus och familjen Microcerberidae. Inga underarter finns listade i Catalogue of Life.